# Anthribola niviguttata
Anthribola niviguttata là một loài bọ cánh cứng trong họ Cerambycidae.